# Wake of the Red Witch
Wake of the Red Witch is een Amerikaanse avonturenfilm uit 1948, geregisseerd door Edward Ludwig met in de hoofdrollen John Wayne, Gail Russell en Gig Young. Het scenario is gebaseerd op de gelijknamige debuutroman van Garland Roark uit 1946.
Het was de tweede film met John Wayne en Gail Russell als tegenspelers, na Angel and the Badman uit 1947. John Wayne noemde later zijn eigen productiemaatschappij Batjac Productions naar de scheepsfirma Batjak uit deze film.

## Verhaal
De film speelt zich af in de jaren 1860 in de Stille Zuidzee en verhaalt de vete tussen kapitein Ralls (Wayne) en de scheepsmagnaat Mayrant Sidneye (Luther Adler), die zijn geliefde Angelique Desaix (Gail Russell) inpikte. Uit wraak brengt Ralls de driemaster "Red Witch", eigendom van Sidneye en met een flinke hoeveelheid goud aan boord tot zinken. Later keert hij terug om het goud uit het gezonken schip boven te halen, maar hij zal zijn pogingen niet overleven.

## Rolverdeling
| Acteur       | Personage                                        |
| ------------ | ------------------------------------------------ |
| John Wayne   | Capt. Ralls                                      |
| Gail Russell | Angelique Desaix                                 |
| Gig Young    | Samuel "Sam" Rosen, eerste scheepsmaat van Ralls |
| Adele Mara   | Teleia Van Schreeven, nicht van Mayrant Sidneye  |
| Luther Adler | Mayrant Ruysdaal Sidneye                         |
| Eduard Franz | Harmenszoon Van Schreeven                        |